# Jean-Gabriel Perboyre
Jean-Gabriel Perboyre, CM (6. ledna 1802, Montgesty – 11. září 1840, Wu-čchang) byl francouzský římskokatolický kněz a řeholník kongregace lazaristů, popravený pro svoji víru v Číně, kde působil jako misionář. Katolická církev jej uctívá jako svatého mučedníka.

## Život

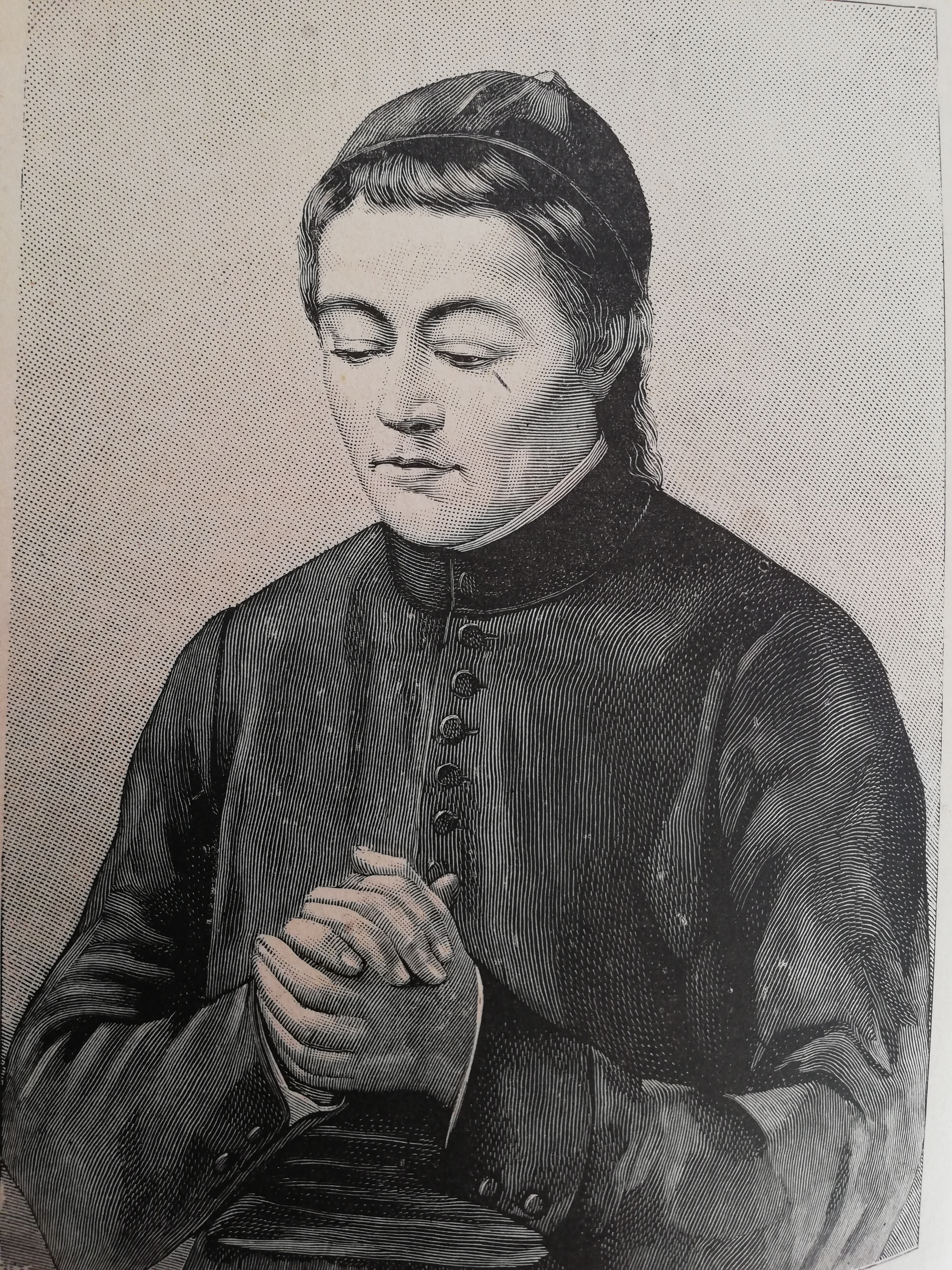
Portrét

Narodil se dne 6. ledna 1802 ve vesničce Puech v obci Montgesty v departmentu Lot jako jedno z osmi dětí Pierra Perboyreho a Marie Rigal. Jeho rodiče provozovali farmu. Mnoho z jeho sourozenců vstoupilo do zasvěceného života. Jako dítě neprojevoval zvláštní náboženské nadšení. To se však změnilo v roce 1816, poté, co byl jeho mladší bratr Louis přijat do lazaristického semináře, který nedlouho předtím založil v Montaubanu jejich strýc, kněz Jacques Perboyre, CM. Byl požádán, aby tam svého bratra doprovázel a seminář na něj velmi zapůsobil.
Když učitelé na menším semináři viděli jeho inteligenci a zbožnost, navrhli mu, aby se do semináře formálně zapsal. Napsal svému otci a nabídl, že se vrátí, aby pomáhal na farmě, pokud si to jeho otec bude přát, ale naznačil, že se cítí povolán ke kněžství. Jeho rodiče mu v tom dali své požehnání a plnou podporu.
Vstoupil do noviciátu kongregace lazaristů na menším semináři v Montaubanu v prosinci roku 1818. Na svátek Betlémských neviňátek roku 1820 složil své řeholní sliby v kongregaci s nadějí, že bude sloužit v zámořských misiích, které kongregace provozovala. Na kněze byl vysvěcen dne 23. září 1825 novým montaubanským biskupem Louisem Dubourgem, PSS. Následujícího dne sloužil svoji primiční mši svatou. V roce 1832 byl představenými své kongregace pověřen dohledem nad noviciátem v Paříži.
Od touhy působit jako misionář v Číně jej odradil jeho špatný zdravotní stav. Jeho bratr Louis byl naopak poslán do Číny, avšak během cesty tam zemřel. Rozhodl se proto do Číny odcestovat místo něj. Jeho představení mu to povolili s nadějí, že plavba po moři zlepší jeho zdraví.
V srpnu roku 1835 přicestoval do Macaa, kde začal studovat čínský jazyk. Dne 21. prosince 1835 zahájil svou cestu do Che-nanu. Cesta na džunce mu trvala pět měsíců, což si vyžádalo měsíce rekonvalescence. Zbytek svého času pak pokračoval ve službě chudým lidem v regionu. V lednu roku 1838 byl převelen na misie do provincie Chu-pej.

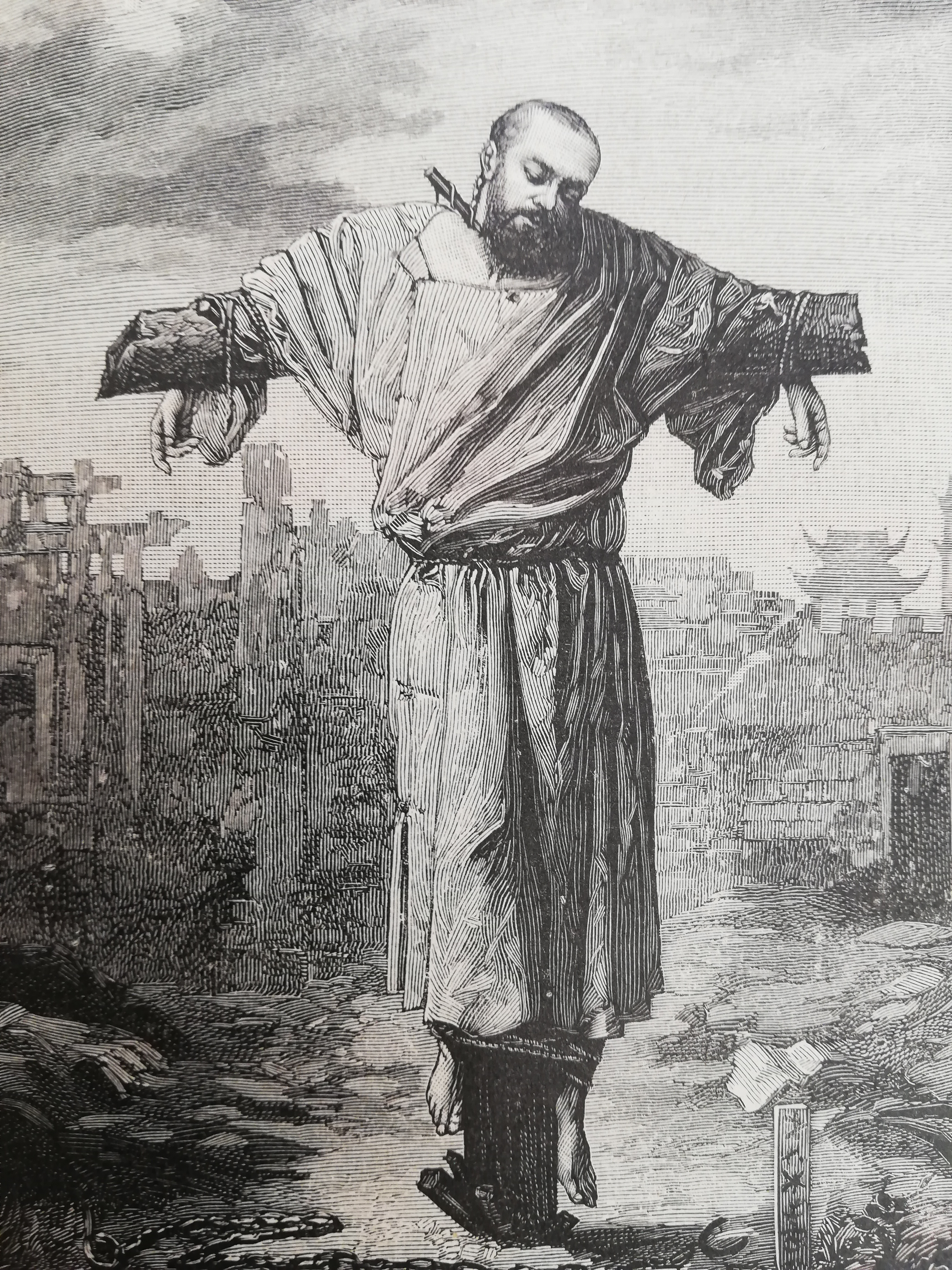
Zobrazení jeho mučednické smrti

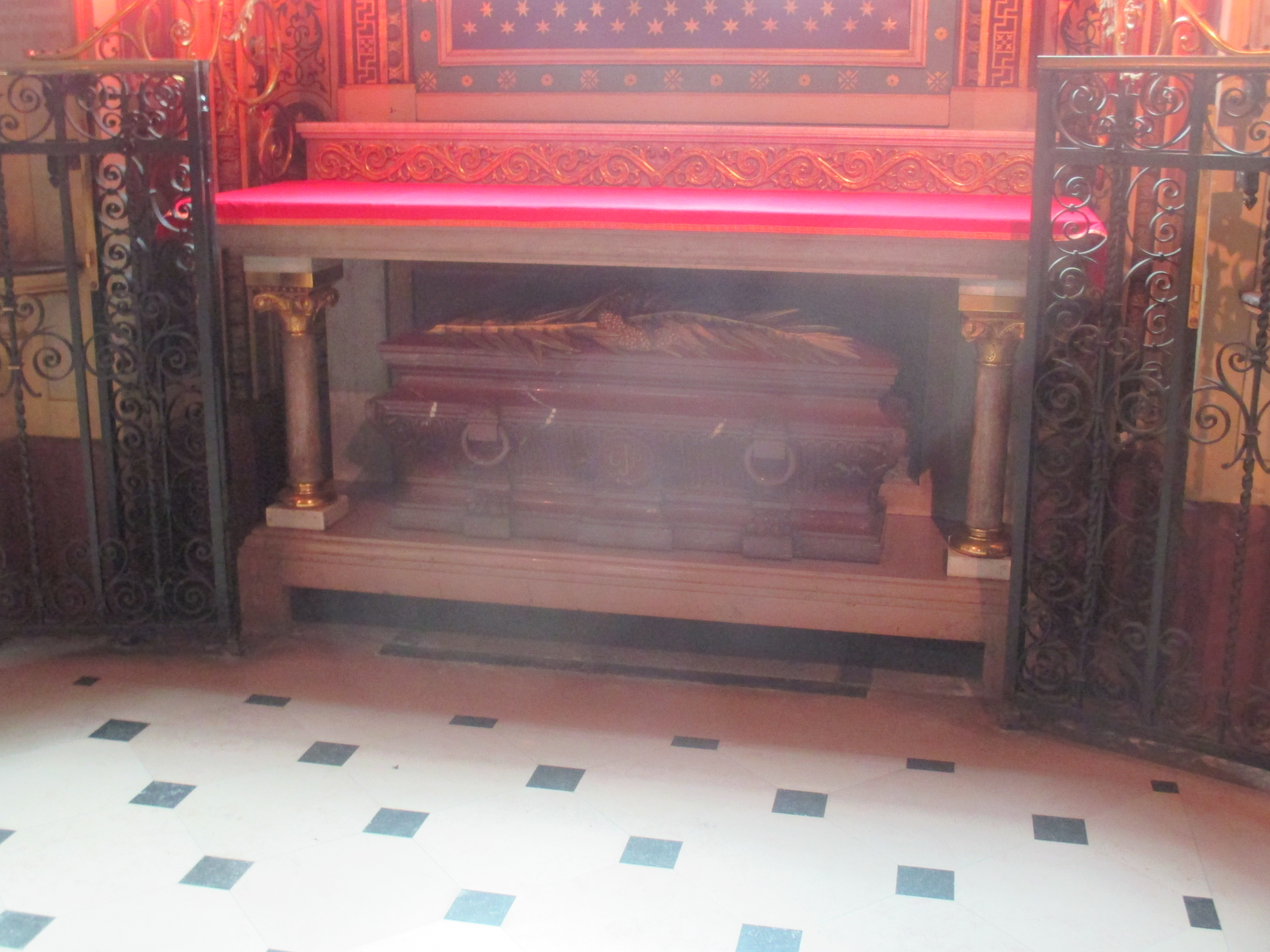
Jeho hrobka v kapli sv. Vincence z Pauly v Paříži

V roce 1839 zahájil místokrál provincie perzekuci misionářů a využil místní mandaríny k získání jmen kněží a katechetů v jím spravovaných oblastech. V září roku 1839 poslal mandarín z Chu-peje, kde bylo lazaristické misijní středisko, vojáky, aby zatkli misionáře. Spolu s ostatními kněžími se ukryl, avšak byl prozrazen. Byl svlečen ze šatů a oděn do prostých hadrů, svázán a vláčen od soudu k soudu. Při každém soudu s ním bylo zacházeno nelidsky. Nakonec byl převezen do Wu-čchangu a po mučení byl odsouzen k smrti.
Rozsudek byl potvrzen císařským ediktem v roce 1840 a 11. září téhož roku byl se sedmi zločinci odveden na popraviště ve Wu-čchangu, kde byl uškrcen přivázáním ke kříži. Jeho tělo bylo jedním katechetou vyzvednuto a pohřbeno na misijním hřbitově. Později byly jeho ostatky uloženy v kapli sv. Vincence z Pauly při mateřském domě kongregace lazaristů v Paříži.

## Úcta
Dne 30. května 1889 podepsal papež Lev XIII. dekret o jeho mučednictví. Blahořečen byl dne 10. listopadu 1889 v Římě papežem Lvem XIIII. Dne 6. dubna 1996 byl uznán zázrak na jeho přímluvu, potřebný pro jeho svatořečení. Svatořečen pak byl dne 2. června 1996 na Svatopetrském náměstí papežem sv. Janem Pavlem II.
Jeho památka je připomínána 11. září. Bývá zobrazován v řeholním oděvu nebo visící na kříži.